# Studio 1 (België)
Studio 1 is de algemene naam van enkele Belgische voetbalprogramma's die werden uitgezonden op de openbare televisiezenders Eén (Nederlandstalig) en La Deux (Franstalig). De voetbalprogramma's werden uitgezonden als Studio 1 sinds 2005, toen Belgacom TV de rechten voor het uitzenden van voetbal in België verkreeg.
Het programma bracht uitgebreide samenvattingen op dagen dat er voetbalwedstrijden gespeeld werden in de Jupiler League, meestal op vrijdag en zaterdag. In Vlaanderen was Tom Coninx de vaste presentator van Studio 1. Af en toe werd hij vervangen door Maarten Vangramberen. Bij de RTBF werd het programma met samenvattingen onder meer gepresenteerd door Hervé Gilbert.
Daarnaast brachten beide omroepen nog andere voetbalprogramma's onder die naam. In Vlaanderen presenteerde Frank Raes op zondagavonden (tot 2009) het voetbalpraatprogramma Studio 1 op zondag. Op maandagavond was er (tot 2009) een voetbalprogramma met een uitgebreid interview, gebracht door Filip Joos.
Bij de RTBF was er aanvankelijk Studio 1 op La Une zondagavond, met Benjamin Deceuninck. Later werd Michel Lecomte presentator, en kwam er op maandagavond "Studio 1 La Tribune" op La Deux.
Toen de rechten van Belgacom naar Telenet verhuisden, werd Studio 1 afgevoerd.